# Muzeum Narodowe Iranu
Muzeum Narodowe Iranu (per. موزهٔ ملی ایران) – muzeum narodowe znajdujące się w Teheranie, stolicy Iranu.
Jest to instytucja utworzona z dwóch kompleksów: Muzeum Starożytnego Iranu (Muze ye Irān e Bāstān), które zostało otwarte w 1937 roku i Muzeum po Erze Islamskiej (Muze ye Dowrān e (pasā) Eslāmi), które zostało otwarte w 1972 roku.
Muzeum Narodowe Iranu jest miejscem gdzie przechowuje się wiele zachowanych obiektów starożytnych i średniowiecznych znalezionych na terenie Iranu, w tym naczyń glinianych, przedmiotów metalowych, pozostałości materiałów włókienniczych oraz niektórych rzadkich książek i monet. 
Kolekcję muzeum szacuje się na 300 000 obiektów.